# Liliana López Foresi
Liliana Adela López Foresi (Buenos Aires, Argentina; 13 de octubre de 1953) es una periodista, locutora, actriz y presentadora televisiva argentina. Fue, entre otras cosas, la primera conductora del Festival Nacional de Folklore de Cosquín.

## Carrera
De pequeña quería tener una profesión artística, por ello era bailarina y le gustaba la música. Estudió Derecho en la Universidad de Buenos Aires, aunque nunca se recibió. En 1973 egresó como Locutora Nacional del ISER. 
En televisión intervino en varios ciclos periodísticos como Juntos por ATC, conducido junto a Antonio Carrizo y dirigido por Roberto Fontana, Las 24 horas de las Malvinas y Revista 13, Periodismo con opinión, este último fue censurado por la alianza entre el menemismo y el Grupo Clarín. En el 2016 actúa en la telenovela La leona con Nancy Dupláa y Pablo Echarri.
Debutó en Radio Nacional (PK) y en el noticiero de Canal 7. Condujo Magazine de la tarde por Radio Mitre. Trabajó en Radio El Mundo, encabezó los ciclos Revista 13 (Canal 13) y La punta del ovillo (América 2). Condujo Liliana en Del Plata por Radio Del Plata. Fue la presentadora del Festival OTI de la Canción en el Teatro General San Martín de Buenos Aires junto a Antonio Carrizo.
Trabajó en locución con Nelson Castro y Víctor Hugo Morales.
Además integró la Unión de Mujeres de la Argentina (UMA), una organización no gubernamental, social y política que defiende los derechos de las personas desde una perspectiva y concepción de género.
Partidaria de las políticas implementadas por la expresidenta de la nación Cristina Fernández de Kirchner, rechazó el modelo que presentó Mauricio Macri.
En 1998 trabaja en su única intervención cine, en la película La nube, dirigida por Fernando Solanas y protagonizada por Eduardo Pavlovsky y Laura Novoa.

## Vida privada
Se casó con el periodista Marcelo Simón con quien tuvo a su hijo Marcelo Jr. Su hijo y su hermano también están vinculados con el periodismo y la política. Su hijo fue empleado de la jefatura de Gabinete del ministros Argentina

## Televisión
- 2017: Cortá por Lozano
- 2011: El destape
- 2010: Liliana de regreso
- 2002: Y es hora
- 1995: La Punta del Ovillo
- 1995: Cha cha cha (invitada especial)
- 1991: Revista 13, Periodismo con opinión
- 1985: El rincon de Liliana Lopez Foresi y Marcelo Simon
- 1983:  De tango en tango.
- 1983: Galas
- 1982: Las 24 horas de las Malvinas
- 1982: Juntos.
- 1977: La máquina de mirar

## Filmografía
- 1998: La nube.

## Radio
- Señoritas y señoras
- Liliana en Del Plata
- Magazine de la tarde
- Reloj de arena, 2022-actual. Domingos a las 10am por Radio 10

## Galardones
- Obtuvo en dos ocasiones el Martín Fierro a la Mejor Labor Periodística Femenina.[1]
- Fue galardonada con los Premios Santa Clara de Asís.
- Recibió el Premio Paz y Justo (Casa del Teatro).
- Recibió el Lazo de Dama, Condecoración del Rey de España.
- En 1991 se le otorgó el diploma al mérito en los Premios Konex.
- En 2022 fue homenajeada junto a otras 14 profesionales de los medios,[6] por parte del colectivo Periodistas Argentinas, en tanto referente e inspiradora. Este reconocimiento le fue entregado el 8 de marzo en el marco del Día Internacional de la Mujer.[7]